# Minuskel 80
Minuskel 80 (in der Nummerierung nach Gregory-Aland), ε 281 (von Soden) ist eine griechische Minuskelhandschrift des Neuen Testaments auf 309 Pergamentblättern (23,3 × 16,2 cm). Mittels Paläographie wurde das Manuskript auf das 12. Jahrhundert datiert. Die Handschrift ist vollständig.

## Beschreibung
Die Handschrift enthält den Text der vier Evangelien. Er wurde einspaltig mit je 23 Zeilen geschrieben. Sie enthält Prolegomena, Listen der κεφαλαια, κεφαλαια, τιτλοι, und Unterschriften. Im 15. Jahrhundert wurden die lateinischen κεφαλαια hinzugefügt.

## Text
Der griechische Text des Kodex repräsentiert den Byzantinischen Texttyp. Aland ordnete ihn in Kategorie V ein.
In der Vorlage muss die Geburtsliste Lukas 3,23-38 in drei Spalten und 23 Zeilen gestanden haben, und zwar nach der Reihenfolge der Spalten nicht der Zeilen geschrieben.
Es ist den minuskel 140 nah.

## Geschichte
Die Handschrift gehörte Johannes Georg Graeve und wurde 1691 durch Bynaeus kollationiert. Dann gehörte sie Johannes van der Hagen.
Der Kodex befindet sich zurzeit in der Bibliothèque nationale de France (Smith-Lasouëf 5) in Paris.